# Oswald Peithner

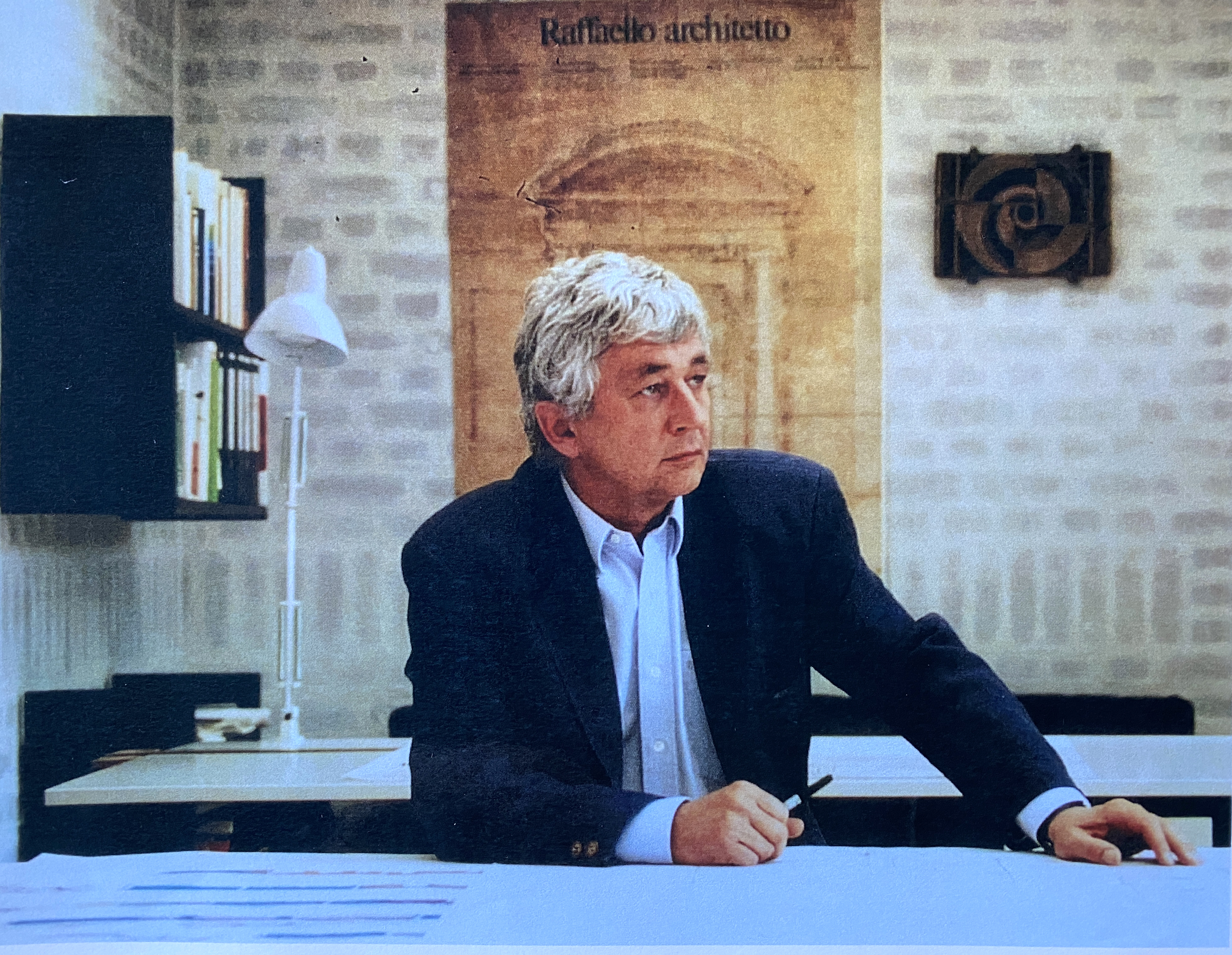
Foto Oswald Peithner

Oswald Peithner (* 8. März 1932 in München) ist ein deutscher Architekt und ehemaliger Hochschullehrer.

## Werdegang
Oswald Peithner wurde in der Familie des sudetendeutschen Karlsbader Kunsthandwerkers und Metallbildhauers Alois Peithner in München geboren und wuchs in der väterlichen Heimat auf. Nach der Vertreibung besuchte er im neuen Wohnort Regensburg das „Neue Gymnasium“ und studierte anschließend von 1952 bis 1956 Architektur an der Technischen Hochschule München. Zu seinen Lehrern gehörten die „Vordenker“ der Münchner Architekturschule; vornweg Hans Döllgast, sein „Lehrmeister“, in dessen Atelier er als Student volontieren durfte. Von 1957 bis 1958 war Peithner in der Planungsgruppe „Institute THM“ (Werner Eichberg, Josef Wiedemann) tätig; delegiert als Mitarbeiter von Josef Wiedemann. Anschließend arbeitete er als wissenschaftlicher Assistent am Lehrstuhl für Entwerfen, Denkmalpflege und Sakralbau bis zum Jahr 1966. In diesem Zeitraum wirkte er an den Planungen bzw. Projekten von Josef Wiedemann mit. Mit seinem Kollegen Heinz Geisel übernahm Peithner die Planung und Durchführung einer dreiwöchigen Studienreise der Architektur-Fakultät der Technischen Hochschule München nach Schweden, Finnland und in die Sowjetunion; es war die erste seit 1945. Danach folgte eine Lehrtätigkeit als Visiting Scholar, die er mit der Technischen Universität Prag (Dr. Slapeta) und mit der Technischen Universität St. Petersburg (Dr. Lavrov) wahrnahm.
In den Jahren von 1966 bis 1995 hatte er die Professur für Entwurf und Baukonstruktion an der Fachhochschule Regensburg inne. Für zwei Perioden bekleidete er das Amt des Dekans, während der „68er“ Studenten-Unruhen, die insbesondere in Regensburg mit Ausschreitungen einhergingen. Seit 1965 betrieb er sein eigenes Architekturbüro in Regensburg, das er 1995 an seinen Sohn Joachim Peithner übergab.
Oswald Peithner ist Mitglied im Bund Deutscher Architekten und im Verein der „Altstadtfreunde Regensburg“.
2021 wurde er als ordentliches Mitglied der Klasse der Künste und Kunstwissenschaften in die Sudetendeutsche Akademie der Wissenschaften und Künste berufen.

## Bauten
als Bauleiter bei Josef Wiedemann:
- 1962–1964: Karmelitinnen-Kloster Heilig Blut, Dachau

eigene Bauten:
- 1967: Studentenwohnheim „Vitusheim“ in Regensburg

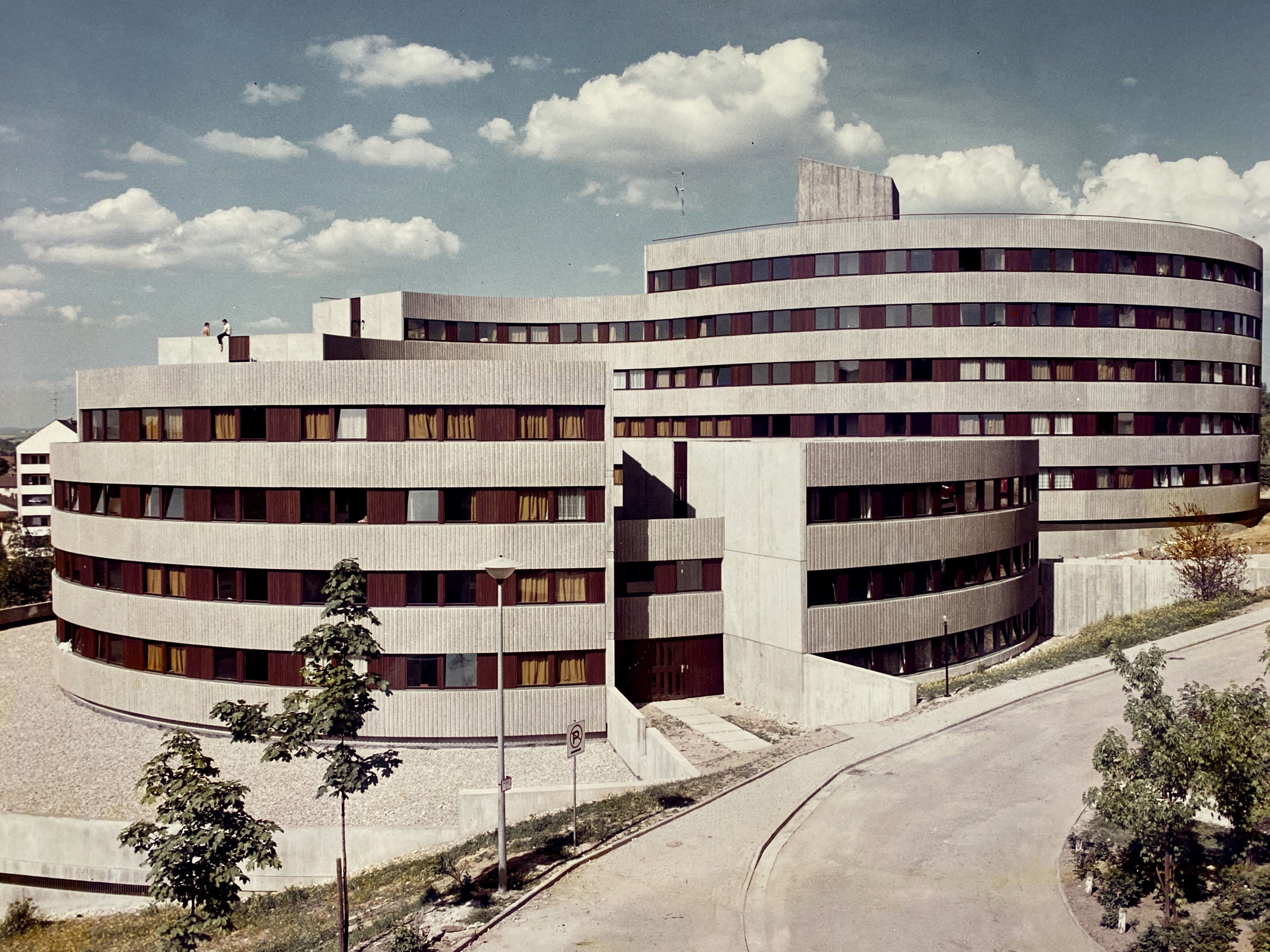
Studentenwohnheim „Vitus“ in Regensburg

- 1968: Gymnasium, Turnhalle, Schwimmbad und Sportanlage für die Schule der Englischen Fräulein in Regensburg
- 1970: Schwesternwohnheim „St. Elisabeth“ der Klinik „St. Hedwig“ in Regensburg
- 1973: Studentenwohnheim „Oberpfalz“ in Regensburg (mit Otto Rausch)[5]

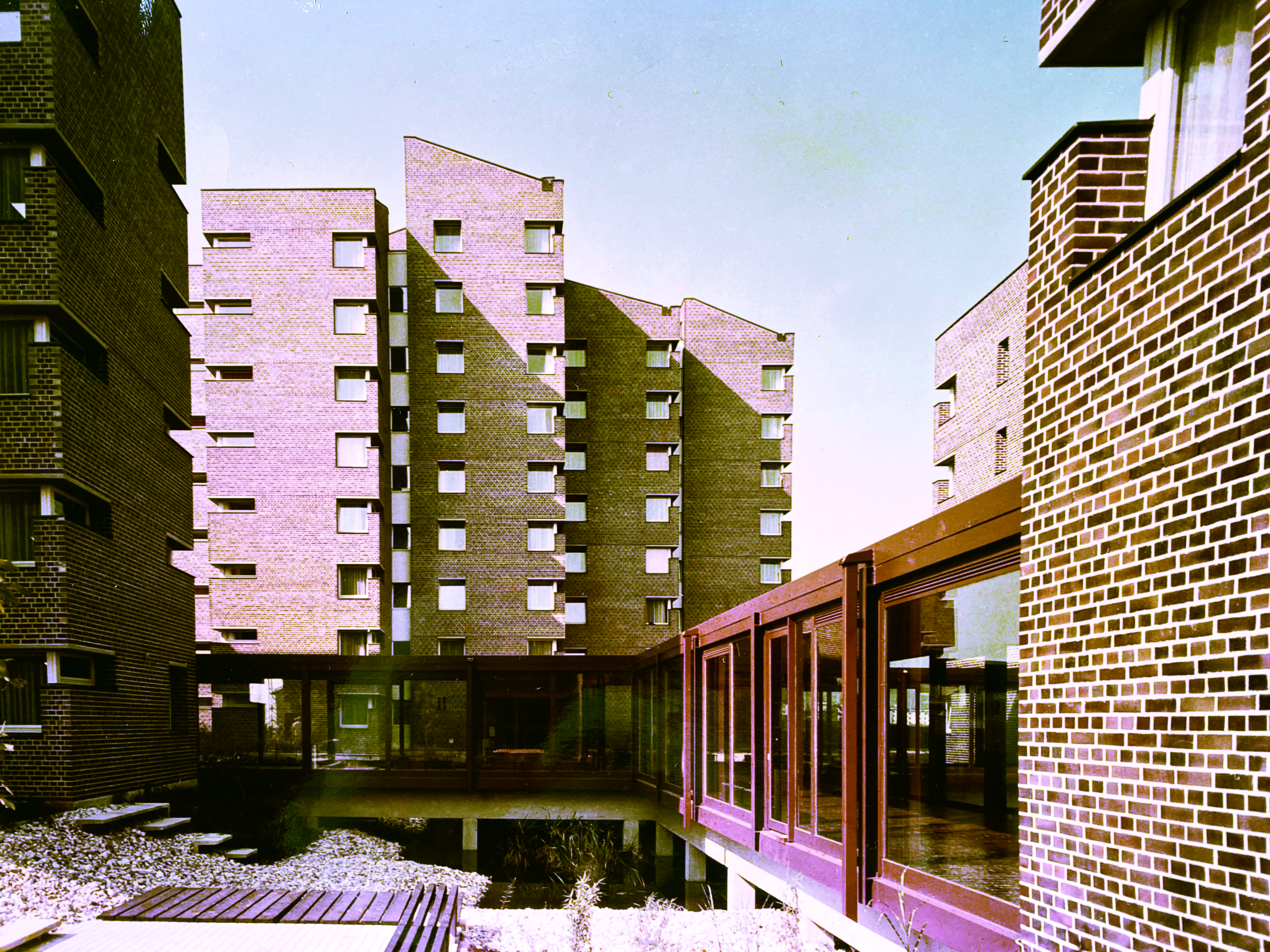
Studentenwohnheim „Oberpfalz“ in Regensburg

- 1974: Verwaltungsgebäude mit Ausstellungsräumen für das Unternehmen Zirngibl in Regensburg[6]
- 1974: Stadtplatz Parsberg (Orts- und Raumgestaltung)
- 1975: Wohnheim und medizinisches Behandlungsheim für psychisch Kranke in Painten
- 1976: Generalsanierung der Burg Falkenstein im Bayerischen Wald zum „Haus des Gastes“Schwesternwohnheim „St. Elisabeth“ in RegensburgGemeindezentrum Bernhardswald

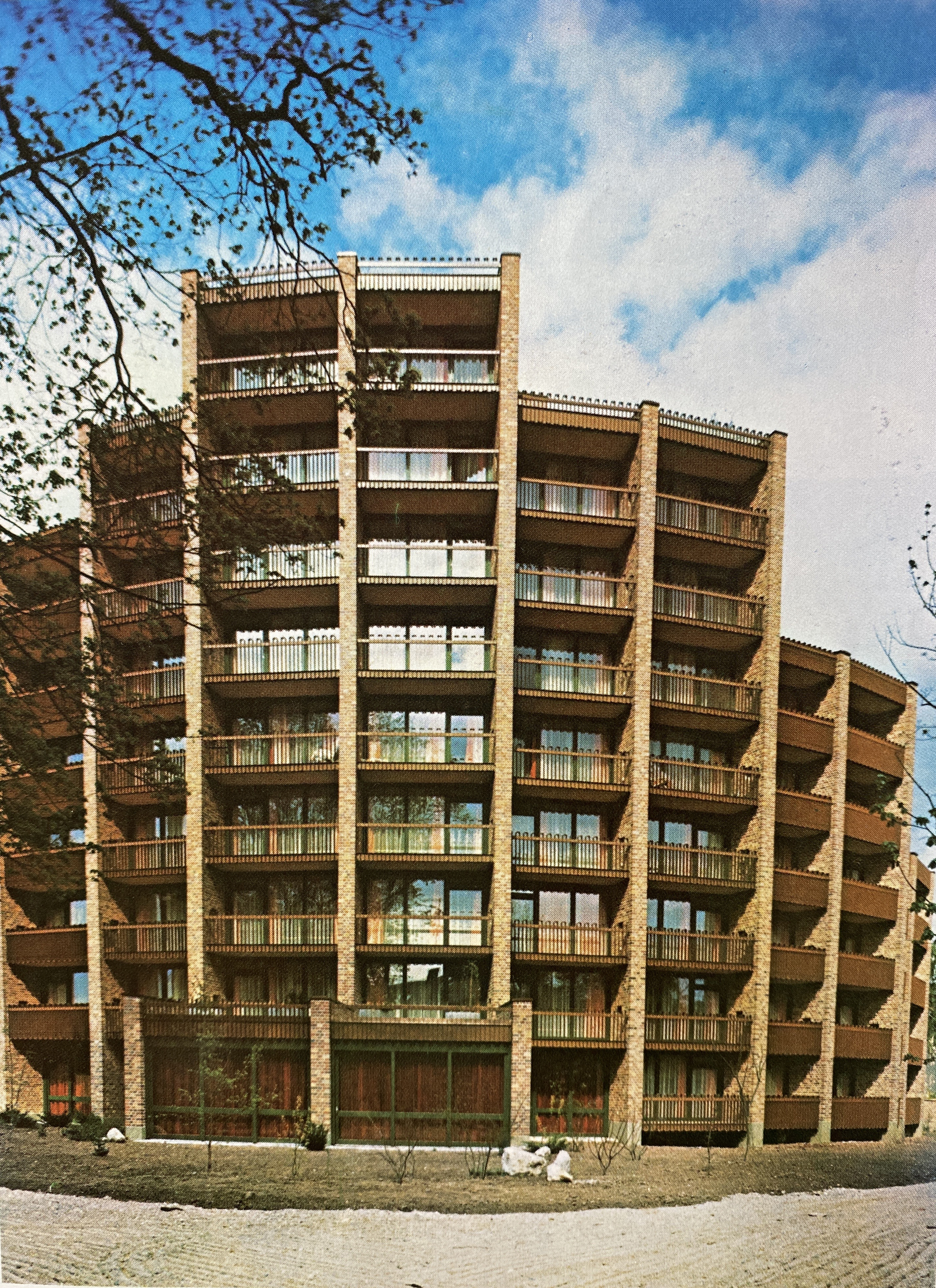
Schwesternwohnheim „St. Elisabeth“ in Regensburg

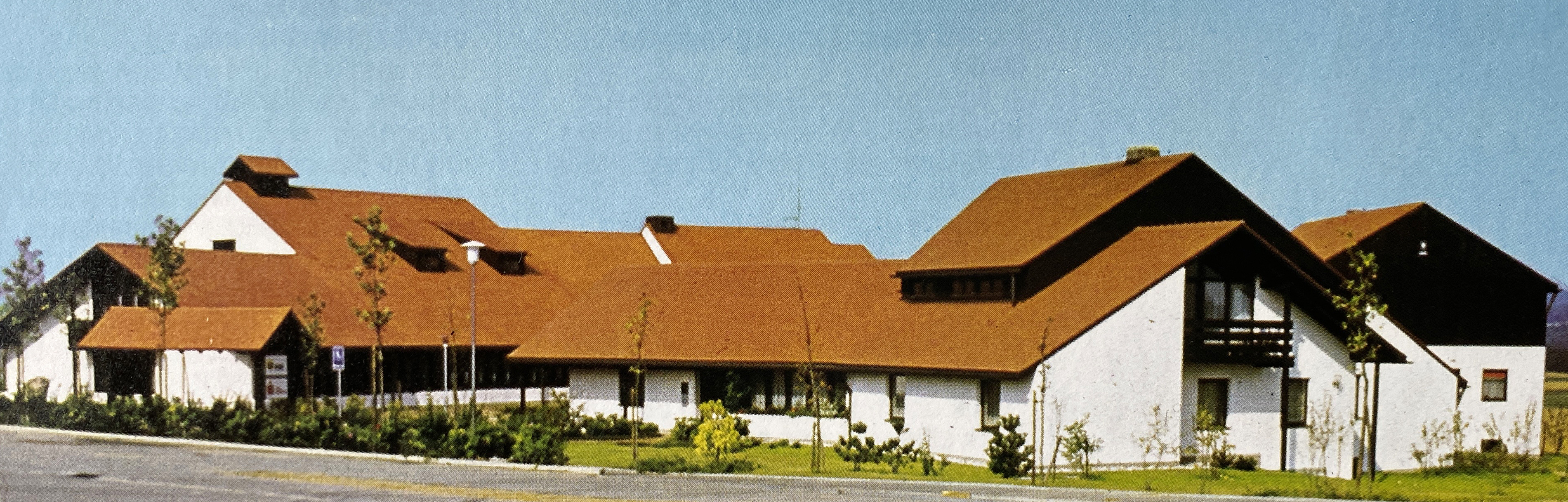
Gemeindezentrum Bernhardswald

- 1976: Wohnanlage am Herzogpark / Donau in Regensburg
- 1977: Schwesternschule mit medizinischem Schwimmbad „St. Hedwig“ in Regensburg
- 1978: Wettbewerbsentwurf für das Gemeindezentrum Bernhardswald
- 1978: Generalsanierung der Klosteranlage mit Kirche in Frauenzell im Bayerischen Wald
- 1978: Altenheim mit Pflegestation in Vilshofen
- 1979: Sanierung und Erweiterung von Schloss Stamsried im Bayerwald
- 1981: Wettbewerbsentwurf einer „Feriensiedlung“ in Falkenstein (Oberpfalz)
- 1981: Sanierung der Burgruine Brennberg und Neubau eines Aussichtsturms
- 1981: Kloster „Am Gries“ der Armen Schulschwestern in Regensburg
- 1982: Sanierung des „Cafés Fürstenhof“ in Regensburg
- 1983: Neubau der Kinder- und Frauenabteilung mit Funktionsgebäude der Klinik „St. Hedwig“
- 1983: Wohnanlage an der Simmernstraße in Regensburg
- 1984: Generalsanierung und Erweiterungsbau des Evangelischen Krankenhauses in Regensburg
- 1985: Wettbewerbsentwurf für eine Altenheim mit Pflegestation in Roding
- 1985: Wettbewerbsentwurf einer Grundschule mit Turnhalle in Pettenreuth
- 1986: Generalsanierung des Palais und des Parkgebäudes der Gräflich Dörnberg'schen Stiftung
- 1986: Grundschule und Teilhauptschule mit Turnhalle in Bernhardswald

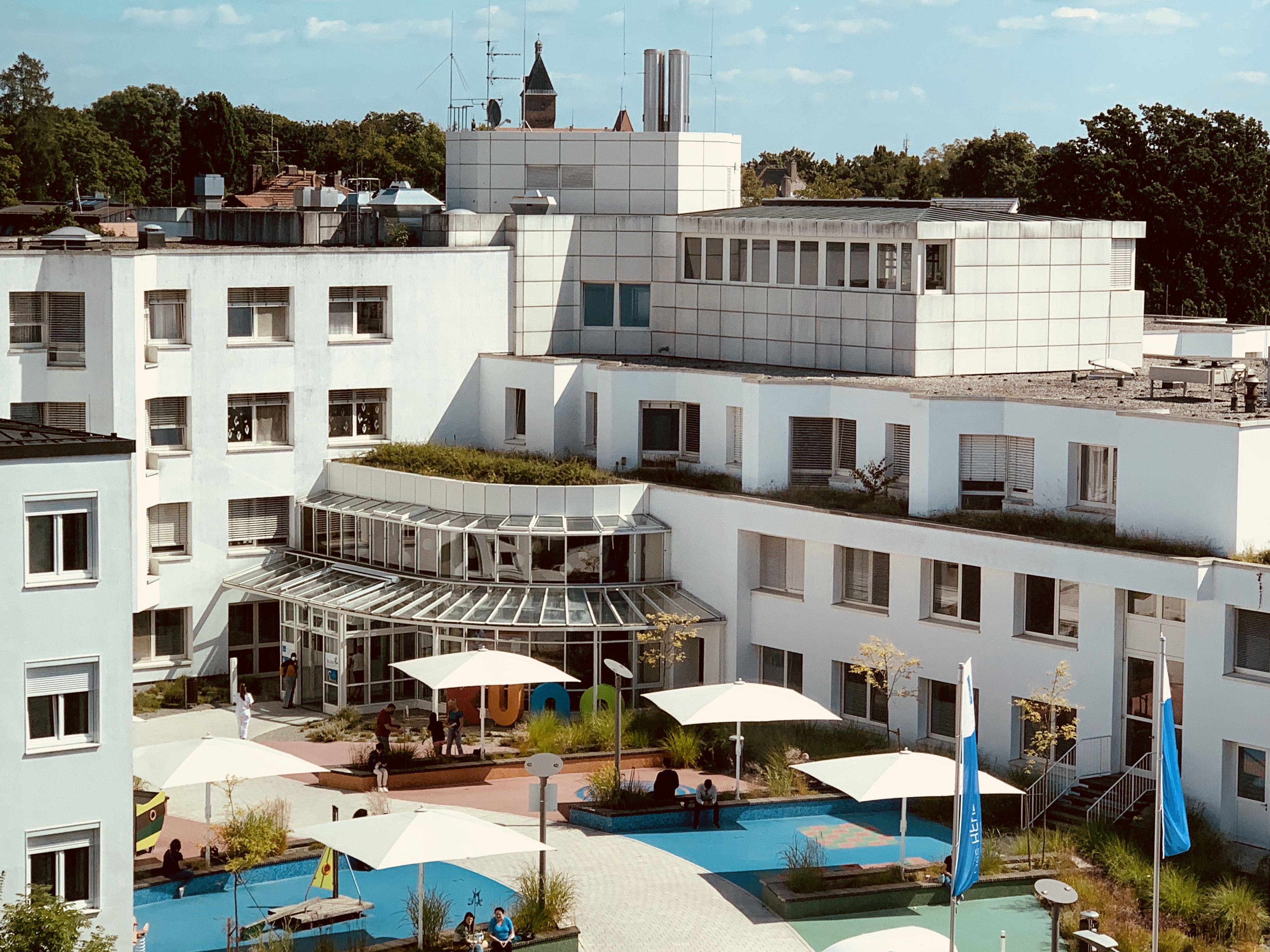
Klinik St. Hedwig in Regensburg

- 1987: Wohnanlage „Südpark“ für die Gräflich Dörnberg'sche Stiftung in Regensburg
- 1987: Produktions- und Lagerhallen der Brauerei Bischofshof in Regensburg
- 1988: Wohnanlage „Am Nonnenplatz“ in Regensburg
- 1990: Verlags- und Druckereigebäude der Friedrich Pustet KG in Regensburg
- 1991: Wohnanlage „Am Sinngrün“ in Regensburg
- 1992: Hallen- und Freibad „AQUAFIT“ in Waldmünchen
- 1993: Hallen- und Freibad mit Sanatorium und Kurparkgestaltung in Lam
- 1994: Generalsanierung und Erweiterungsbau des Krankenhauses in Kelheim
- 1996: Sanierung des Evangelischen Krankenhauses mit der Bruderhauskirche in Regensburg
- 1997: Bettenhaus „St. Rafael“, Geriatrie-Abteilung und Speisesaal für das Krankenhaus der Barmherzigen Brüder in Regensburg
- 1998: Verwaltungs- und Produktionsgebäude für das Unternehmen Reisinger in Nittenau
- 2003: Mädchenwohnheim „Edith Stein“ in Regensburg
- 2007: Erweiterung des Studentenwohnheims „Oberpfalz“ in Regensburg (mit Otto Rausch)

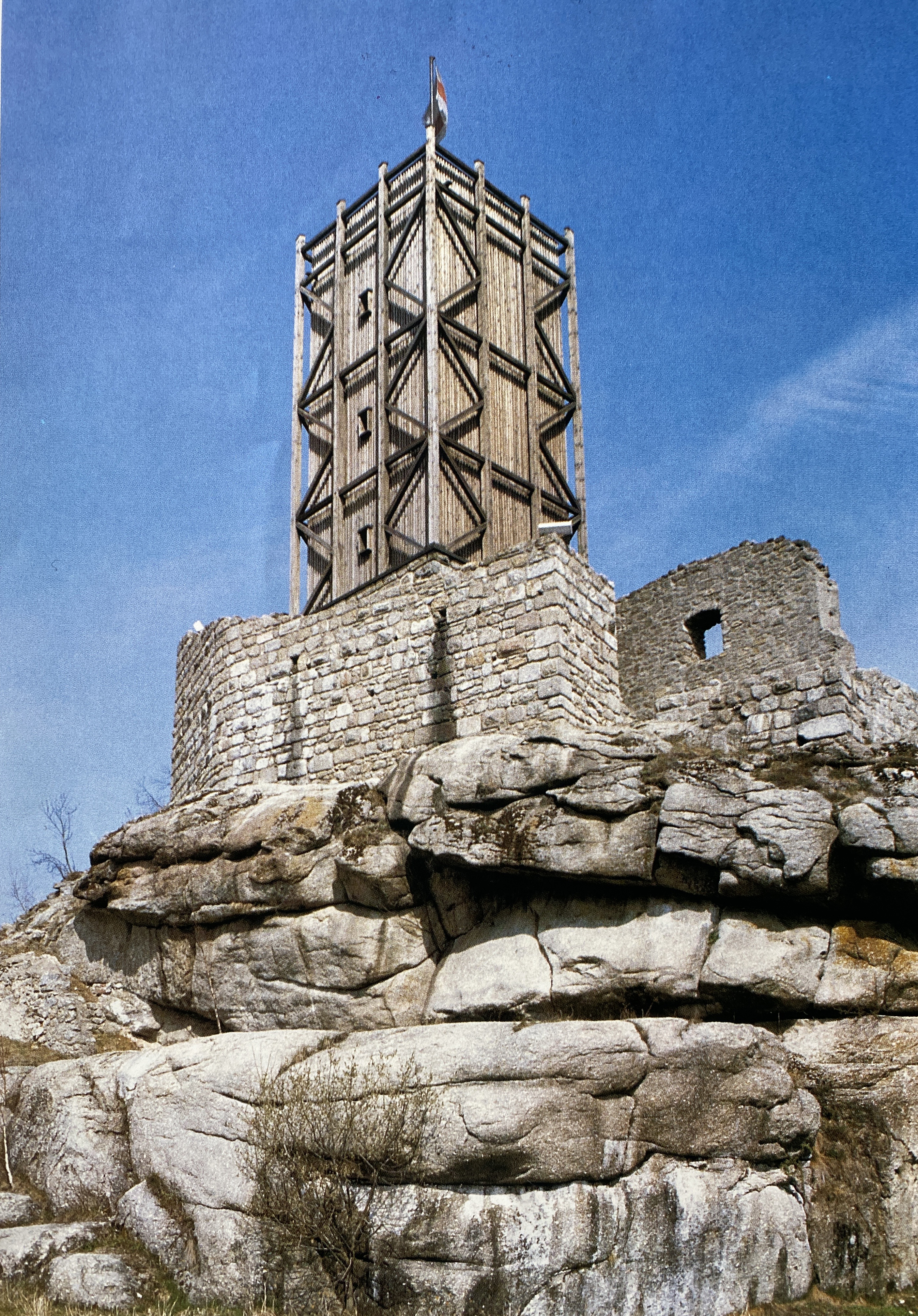
Burg Brennberg

## Auszeichnungen und Preise
- 1975: BDA-Preis Bayern für Studentenwohnheim „Oberpfalz“, Regensburg[7]
- 1978: Verleihung des Deutschen Preises für Denkmalschutz
- 1980: Ausstellung der Sanierungmassnahme „Klosterkirche Frauenzell“
- 1981: Besondere Anerkennung – BDA-Preis Bayern für Gemeindezentrum Bernhardswald[8]
- 1983. Fassadenpreis der Stadt Regensburg für „Café Fürstenhof“
- 1985: Fassadenpreis der Stadt Regensburg für „Gräfl. Dörnbergpalais“
- 1988: BDA-Preis Bayern für „Kloster am Gries“, Arme Schulschwestern, Regensburg
- 1990: Fassadenpreis der Stadt Regensburg für das „Gewächshaus“, Dörnbergstiftung